# Jaroslaw Hodsjur
Jaroslaw Mychajlowytsch Hodsjur (ukrainisch Ярослав Михайлович Годзюр, russisch Ярослав Михайлович Годзюр Jaroslaw Michailowitsch Godsjur; * 6. März 1985 in Iwano-Frankiwsk) ist ein ukrainisch-russischer Fußballspieler.

## Karriere
Hodsjur begann seine Karriere bei Tschornohora Iwano-Frankiwsk. Zur Saison 2004/05 wechselte er zum Zweitligisten Skala Stryj. Im Sommer 2006 wechselte er nach Russland zum Erstligisten Krylja Sowetow Samara. In Samara war er eineinhalb Jahre lang dritter Tormann und kam nie zum Einsatz. Im Januar 2008 kehrte er wieder in die Ukraine zurück und schloss sich der zweitklassigen Reserve von Dynamo Kiew an. Nach einem halben Jahr in Kiew wechselte Hodsjur im Sommer 2008 ein zweites Mal nach Russland, diesmal zu Terek Grosny. Dort debütierte er im August 2008 gegen Spartak Naltschik in der Premjer-Liga. Prinzipiell war er allerdings hinter Ilion Lika und Ștefan Sicaci dritter Tormann und kam bis Saisonende zweimal zum Einsatz.
In der Saison 2009 verdrängte Hodsjur Sicaci und Lika, war allerdings hinter dem neu verpflichteten Andrij Dykan zweiter Tormann und kam so nicht zum Einsatz. In die Saison 2010 startete er erneut als zweiter Tormann hinter Dykan, ehe dieser im August 2010 Tschetschenien verließ. Daraufhin übernahm Hodsjur seinen Posten und kam bis Saisonende zu neun Einsätzen. In der Saison 2011/12 wurde er allerdings von Soslan Dschanajew, den Terek als Ersatz für Dykan geliehen hatte, verdrängt und rückte wieder ins zweite Glied. Bis Saisonende absolvierte er neun Partien in Russlands höchster Spielklasse. In der Saison 2012/13 konnte er sich gegen Dschanajew und den ebenfalls neu geliehenen Anton Ameltschanka durchsetzen, bis zum 24. Spieltag kam er zu 21 Einsätzen, ehe er sich einen Finger brach und den Rest der Spielzeit verletzt verpasste.
In die Saison 2013/14 startete er als zweiter Tormann hinter seinem neuen Teamkollegen Jewgeni Gorodow. Dieser verletzte sich allerdings im Oktober 2013, woraufhin Hodsjur seinen Platz einnahm. Bis Saisonende kam er zu 19 Einsätzen in der Premjer-Liga. In der Saison 2014/15 behielt er gegen den inzwischen wieder genesenen Gorodow die Oberhand und absolvierte 28 Partien. In der Saison 2015/16 wurde er wieder von Gorodow verdrängt und kam zu neun Einsätzen. So blieb es auch in der Spielzeit 2016/17, in der Hodsjur eine Partie machte.
Zur Saison 2017/18 verließ der Ukrainer Grosny nach neun Jahren und schloss sich dem Ligakonkurrenten Ural Jekaterinburg an. Dort war er von Beginn an Stammtorwart und verpasste in seinen ersten beiden Saisonen keine einzige Spielminute. In der Saison 2019/20 kam er 25 Mal zum Einsatz. Zur Saison 2020/21 wurde er vom neu geliehenen Ilja Pomasun verdrängt. Nach dem Ende der Leihe von Pomasun in der Winterpause bekam Hodsjur seinen Stammplatz wieder zurück, bis Saisonende kam er insgesamt zu zwölf Einsätzen in der höchsten Spielklasse. Zur Saison 2021/22 lieh sich Ural Pomasun ein zweites Mal aus, woraufhin dieser Hodsjur erneut verdrängte. Für Ural kam er bis zur Winterpause zu drei Einsätzen. Im März 2022 löste er seinen Vertrag in Jekaterinburg auf. Bei der Vertragsauflösung wurden offiziell keine Gründe genannt, eine Woche zuvor hatte allerdings Russland die Ukraine überfallen.